# Perdona (singolo)
Perdona è un singolo della cantante italiana Anna Tatangelo, pubblicato il 22 marzo 2019 come quarto estratto dal settimo album in studio La fortuna sia con me.